# Teen Witch
Teen Witch (Alternativtitel im Fernsehen: Teen Witch – Hokuspokus in der Highschool) ist eine US-amerikanische Fantasy-Filmkomödie aus dem Jahr 1989. Regie führte Dorian Walker, das Drehbuch schrieben Robin Menken und Vernon Zimmerman.

## Handlung
Louise Miller entdeckt an ihrem sechzehnten Geburtstag, dass sie eine Hexe ist und über übernatürliche Kräfte verfügt. Sie nutzt ihre Kräfte, um sich in die Angelegenheiten ihrer Familie und Freunde einzumischen, was im Fall ihres Bruders Richie zum Fehlschlag führt. 
Erst will Louise Brad Powell behexen, sie zu lieben, überlegt es sich dann aber anders. Stattdessen macht sie sich zum beliebtesten Mädchen der Schule, damit ihr Brad verfällt. Alles scheint gut für Louise zu laufen, aber vor lauter Beliebtheit vergisst sie ihre wahren Freunde. Außerdem wird sie sich selbst unheimlich, als sie jemandem vor einer Theateraufführung „Hals und Beinbruch“ wünscht und sich die andere wirklich das Bein bricht. 
Als ihre beste Freundin Polly ihr vorwirft, sie hätte sich von ihr entfremdet, zweifelt Louise daran, ob sie als Hexe glücklich wird. 
Brad lädt Louise zum Abschlussball ein, aber sie lehnt die Einladung ab und sagt ihm, dass es Sachen gebe, die er über sie nicht wisse. Louise geht zu Madame Serena, einer Hexe wie sie selbst. Sie erzählt von ihrem Wunsch, die Wirkung der magischen Kräfte ungeschehen zu machen. Sie geht deshalb mit Serena zum Ball, wo Louise auf ihre magischen Kräfte verzichtet. Ihren Talisman gibt sie Serena und tanzt mit Brad, der sie auch ohne Zauberei liebt.

## Kritiken
Filmdienst schrieb, der Film sei eine „mit fadem Hokuspokus und vielen Pennälerwitzchen gestreckte Komödie ohne Tempo“. Sie biete „heile Welt für die Kinder des Video-Zeitalters“.
Die Zeitschrift Cinema schrieb, der Film sei eine „einfallslose, weibliche Variante von Teenwolf“, in die jemand „ein paar Gags hineinzaubern“ sollte.

## Auszeichnungen
Robyn Lively und Joshua John Miller wurden im Jahr 1990 für den Young Artist Award nominiert.

## Hintergründe
Der Film wurde in Glendale (Kalifornien) gedreht. Er spielte in den ausgewählten Kinos der USA ca. 28 Tsd. US-Dollar ein. In die deutschen Kinos kam er am 15. März 1990.